# بطولة العالم للدراجات على المضمار 1954
بطولة العالم للدراجات على المضمار 1954 هي الدورة ال51 من بطولة العالم للدراجات على المضمار، أجريت في [[كولونيا وفوبرتال]]، ألمانيا الغربية.

## النتائج النهائية
| المسابقة                              | ذهبية                    | فضية                   | برونزية                 |
| ------------------------------------- | ------------------------ | ---------------------- | ----------------------- |
| السرعة الفردية                        | ريج هاريس (GBR)          | آري فان فليت (NED)     | إنزو ساكي (ITA)         |
| سباق المطاردة الفردية                 | غيدو ميسينا (إيطاليا)    | هوغو كوبلت (سويسرا)    | لوسيان جيلن (لوكسمبورغ) |
| سباق مطاردة الدراجة النارية للمحترفين | Adolph Verschueren (BEL) | يان برونك (دراج) (NED) | جو بنكر (AUS)           |